# Rob Gronkowski
Robert James Gronkowski (Amherst, Nueva York, 14 de mayo de 1989) es un exjugador profesional de fútbol americano estadounidense, que jugó en la posición de tight end en los New England Patriots y Tampa Bay Buccaneers de la National Football League (NFL).

## Biografía
Gronkowski asistió a Williamsville North High School durante tres años. Allí jugó al fútbol americano como tight end y al baloncesto como pívot. Como jugador de fútbol juvenil, registró 38 recepciones para 648 yardas y 7 touchdowns en ataque, y 73 tackles y 6 capturas en defensa. Fue nombrado primer equipo All-Western de Nueva York y segundo equipo All-State.

## Carrera

### Universidad
Tras su paso por el instituto, Gronkowski se graduó en la Universidad de Arizona, donde jugó para los Wildcats de 2007 a 2009.

#### Estadísticas
| Año   | Equipo  | Partidos | Partidos | Recepción | Recepción | Recepción | Recepción | Carrera | Carrera | Carrera | Carrera |
| Año   | Equipo  | PJ       | PT       | Rec       | Yds       | Avg       | TD        | Att     | Yds     | Avg     | TD      |
| ----- | ------- | -------- | -------- | --------- | --------- | --------- | --------- | ------- | ------- | ------- | ------- |
| 2007  | Arizona | 12       |          | 28        | 525       |           | 6         |         |         |         |         |
| 2008  | Arizona | 10       |          | 47        | 672       |           | 10        |         |         |         |         |
| Total |         |          |          |           |           |           |           |         |         |         |         |

### NFL

#### New England Patriots
Gronkowski fue seleccionado por los New England Patriots en la segunda ronda (puesto 42) del draft de 2010. Con ellos firmó un contrato de cuatro años el 25 de julio de 2010. El acuerdo tenía un valor de $4.4 millones, con un bono por firmar de $1.760.000.
Tras dos buenas temporadas con el equipo, el 8 de junio de 2012, los Patriots renovaron el contrato de Gronkowski por seis años con un valor de $54 millones, siendo este el mejor contrato firmado por un tight end en la historia de la NFL.
En la temporada de 2014, Gronkowski ayudó al equipo a ganar el título de división de la AFC Este (por 6.ª vez consecutiva; el 5.º para Gronkowski), el campeonato de conferencia (el 2.º para Gronkowski) y la Super Bowl XLIX frente a los Seattle Seahawks, donde los Patriots ganaron 28-24.
Durante la temporada 2016-17, Gronk jugó ocho partidos antes de sufrir una lesión en la espalda en la semana 12 frente a los Jets. Dicha lesión requirió de cirugía para reparar una hernia discal, lo que le dejó fuera para el resto de temporada. Esa misma temporada, los Patriots consiguieron su 8.º título de división consecutivo (récord; 7.º para Gronk), se convirtieron en el equipo de la AFC (y de la NFL) con más campeonatos de conferencia (9), y jugaron el Super Bowl LI frente a los Atlanta Falcons, en la que remontaron un 28-3 en contra en el último cuarto para acabar ganando en la primera prórroga en una Super Bowl, 34-28.

#### Tampa Bay Buccaneers
El 21 de abril de 2020 los New England Patriots traspasaron los derechos de Gronkowski junto con un pick de séptima ronda del Draft de la NFL de ese año a los Tampa Bay Buccaneers a cambio de un pick de cuarta ronda de ese mismo Draft. Esto marcó el regreso del tight end a la NFL tras un año retirado y su reencuentro con Tom Brady, quien había fichado por los Buccaneers un mes antes.

## Récords

### NFL
- Jugador más joven con 3 recepciones de touchdown en un partido: 21 años, 214 días (2010, vs. Pittsburgh Steelers)
- Jugador más joven con 3 recepciones de touchdown en un partido de playoffs: 22 años, 275 días (2011, vs. Denver Broncos)
- Mayor número de recepciones de touchdown como tight end en una temporada: 17 (2011)
- Mayor número de touchdowns como tight end en una temporada: 18 (2011)
- Primer tight end de la liga en recepciones de touchdowns (2011)
- Mayor número de recepciones por yarda como tight end en una temporada: 1,327 (2011)
- Mayor número de touchdowns en las dos primeras temporadas: 28 (empatado con Randy Moss)
- Temporada con +10 touchdowns como tight end: 5 (2010-2012, 2014-2015)
- Temporadas consecutivas con +10 touchdowns como tight end: 3 (2010-2012)
- Primer tight end en acabar tres temporadas con +10 touchdowns y +1,000 yardas por recepción: (2011, 2014-2015)

### New England Patriots
- Mayor número de partidos con +100 en recepciones por yarda como tight end: 17 (2010-presente)
- Mayor promedio en recepciones por yarda por partido como tight end en una temporada: 82.9 (2011)
- Jugador más joven con 3 recepciones de touchdown en un partido: 21 años, 214 días (2010, vs. Pittsburgh Steelers)
- Jugador más joven con 3 recepciones de touchdown en un partido de playoffs: 22 años, 275 días (2011, vs. Denver Broncos)

## Estadísticas
|         | Líder de la liga                                        |
|         | Denota temporada en la que fue campeón de la Super Bowl |
| Negrita | Máximo de carrera                                       |

### Temporada regular
| Año     | Equipo | Partidos | Partidos | Recepción | Recepción | Recepción | Recepción | Recepción | Carrera | Carrera | Carrera | Carrera | Carrera | Fumbles | Fumbles |
| Año     | Equipo | PJ       | PT       | Rec       | Yds       | Avg       | Long      | TD        | Att     | Yds     | Avg     | Long    | TD      | Fum     | Lost    |
| ------- | ------ | -------- | -------- | --------- | --------- | --------- | --------- | --------- | ------- | ------- | ------- | ------- | ------- | ------- | ------- |
| 2010    | NE     | 16       | 11       | 42        | 546       | 13.0      | 28        | 10        | 0       | 0       | 0.0     | 0       | 0       | 1       | 1       |
| 2011    | NE     | 16       | 16       | 90        | 1,327     | 14.7      | 52T       | 17        | 1       | 2       | 2.0     | 2T      | 1       | 0       | 0       |
| 2012    | NE     | 11       | 11       | 55        | 790       | 14.4      | 41        | 11        | 0       | 0       | 0.0     | 0       | 0       | 1       | 1       |
| 2013    | NE     | 7        | 6        | 39        | 592       | 15.2      | 50        | 4         | 0       | 0       | 0.0     | 0       | 0       | 0       | 0       |
| 2014    | NE     | 15       | 10       | 82        | 1,124     | 13.7      | 46T       | 12        | 0       | 0       | 0.0     | 0       | 0       | 0       | 0       |
| 2015    | NE     | 15       | 15       | 72        | 1,176     | 16.3      | 76T       | 11        | 0       | 0       | 0.0     | 0       | 0       | 0       | 0       |
| 2016    | NE     | 8        | 6        | 25        | 540       | 21.6      | 53        | 3         | 0       | 0       | 0.0     | 0       | 0       | 0       | 0       |
| 2017    | NE     | 14       | 14       | 69        | 1,084     | 15.7      | 53T       | 8         | 0       | 0       | 0.0     | 0       | 0       | 1       | 0       |
| 2018    | NE     | 13       | 11       | 47        | 682       | 14.5      | 42        | 3         | 0       | 0       | 0.0     | 0       | 0       | 1       | 1       |
| 2020    | TB     | 16       | 16       | 45        | 623       | 13.8      | 48        | 7         | 0       | 0       | 0.0     | 0       | 0       | 1       | 0       |
| 2021    | TB     | 12       | 12       | 55        | 802       | 14.6      | 42        | 6         | 0       | 0       | 0.0     | 0       | 0       | 0       | 0       |
| Career  | Career | 143      | 128      | 621       | 9,286     | 15.0      | 76T       | 92        | 1       | 2       | 2.0     | 2T      | 1       | 5       | 3       |
| Source: |        |          |          |           |           |           |           |           |         |         |         |         |         |         |         |

### Playoffs
| Año   | Equipo | Partidos                   | Partidos                   | Recepción                  | Recepción                  | Recepción                  | Recepción                  | Recepción                  | Carrera                    | Carrera                    | Carrera                    | Carrera                    | Carrera                    | Fumbles                    | Fumbles                    |
| Año   | Equipo | GP                         | GS                         | Rec                        | Yds                        | Avg                        | Long                       | TD                         | Att                        | Yds                        | Avg                        | Long                       | TD                         | Fum                        | Lost                       |
| ----- | ------ | -------------------------- | -------------------------- | -------------------------- | -------------------------- | -------------------------- | -------------------------- | -------------------------- | -------------------------- | -------------------------- | -------------------------- | -------------------------- | -------------------------- | -------------------------- | -------------------------- |
| 2010  | NE     | 1                          | 1                          | 4                          | 65                         | 16.3                       | 37                         | 0                          | 0                          | 0                          | 0                          | 0                          | 0                          | 0                          | 0                          |
| 2011  | NE     | 3                          | 3                          | 17                         | 258                        | 15.2                       | 28                         | 3                          | 0                          | 0                          | 0                          | 0                          | 0                          | 0                          | 0                          |
| 2012  | NE     | 1                          | 1                          | 0                          | 0                          | 0                          | 0                          | 0                          | 0                          | 0                          | 0                          | 0                          | 0                          | 0                          | 0                          |
| 2013  | NE     | Did not play due to injury | Did not play due to injury | Did not play due to injury | Did not play due to injury | Did not play due to injury | Did not play due to injury | Did not play due to injury | Did not play due to injury | Did not play due to injury | Did not play due to injury | Did not play due to injury | Did not play due to injury | Did not play due to injury | Did not play due to injury |
| 2014  | NE     | 3                          | 3                          | 16                         | 204                        | 12.8                       | 46                         | 3                          | 0                          | 0                          | 0                          | 0                          | 0                          | 0                          | 0                          |
| 2015  | NE     | 2                          | 2                          | 15                         | 227                        | 15.1                       | 40                         | 3                          | 0                          | 0                          | 0                          | 0                          | 0                          | 0                          | 0                          |
| 2016  | NE     | Did not play due to injury | Did not play due to injury | Did not play due to injury | Did not play due to injury | Did not play due to injury | Did not play due to injury | Did not play due to injury | Did not play due to injury | Did not play due to injury | Did not play due to injury | Did not play due to injury | Did not play due to injury | Did not play due to injury | Did not play due to injury |
| 2017  | NE     | 3                          | 3                          | 16                         | 218                        | 13.6                       | 27                         | 3                          | 0                          | 0                          | 0                          | 0                          | 0                          | 0                          | 0                          |
| 2018  | NE     | 3                          | 3                          | 13                         | 191                        | 14.7                       | 29                         | 0                          | 0                          | 0                          | 0                          | 0                          | 0                          | 0                          | 0                          |
| 2020  | TB     | 4                          | 4                          | 8                          | 110                        | 13.8                       | 29                         | 2                          | 0                          | 0                          | 0                          | 0                          | 0                          | 0                          | 0                          |
| 2021  | TB     | 2                          | 2                          | 9                          | 116                        | 12.9                       | 42                         | 1                          | 0                          | 0                          | 0                          | 0                          | 0                          | 0                          | 0                          |
| Total | Total  | 22                         | 22                         | 98                         | 1,389                      | 14.2                       | 46                         | 15                         | 0                          | 0                          | 0                          | 0                          | 0                          | 0                          | 0                          |

## Carrera en la Lucha Libre Profesional
Apareció por primera vez en WWE en WrestleMania 33, donde ayudó a su amigo Mojo Rawley en su victoria en la André the Giant Memorial Battle Royal, placando a Jinder Mahal. Fue el anfitrión de WrestleMania 36, que se emitió del 4 al 5 de abril de 2020 y ganó el Campeonato 24/7 en el segundo día del evento.

## Vida personal
Gronkowski es el segundo hermano más joven de cinco hermanos, los cuales practicaron deportes universitarios. El mayor, Gordie Jr., jugó al béisbol en la Universidad de Jacksonville y también jugó en el equipo profesional canadiense-estadounidense Worcester Tornados, en 2011; Chris jugó al fútbol durante dos años en la Universidad de Maryland antes de ser transferido a Arizona; Dan jugó como tight end en Maryland y fue seleccionado en el draft de 2009; El hermano menor, Glenn, juega en la posición de fullback en la Universidad Estatal de Kansas.
Gronkowski es conductor de un talk show llamado Crashletes transmitido por la cadena de televisión infantil Nickelodeon que se estrenó el 5 de julio de 2016. Actualmente el show cuenta con 2 temporadas. Además fue coprotagonista en un episodio de Padre de familia

## Campeonatos y logros

### Fútbol americano

#### National Football League (NFL)
- New England Patriots
  - 3 veces Campeón de la Super Bowl (2015, 2017, 2019).
  - 4 veces Campeón de la AFC (2012, 2015, 2017, 2018)
  - 5 veces Pro Bowl (2011-2012, 2014-2017)
  - 5 veces Primer Equipo All-Pro (2011-2012, 2014-2015, 2017)
  - Líder en recepciones de la NFL (2011)
  - Jugador Regreso del Año (2014)
- Tampa Bay Buccaneers
  - 1 vez Campeón de la Super Bowl (2021)
  - 1 vez Campeón de la NFC (2021)

### Lucha libre profesional

#### World Wrestling Entertainment (WWE)
- WWE 24/7 Championship (1 vez)